# Nieuwe Biologische Nomenclatuur

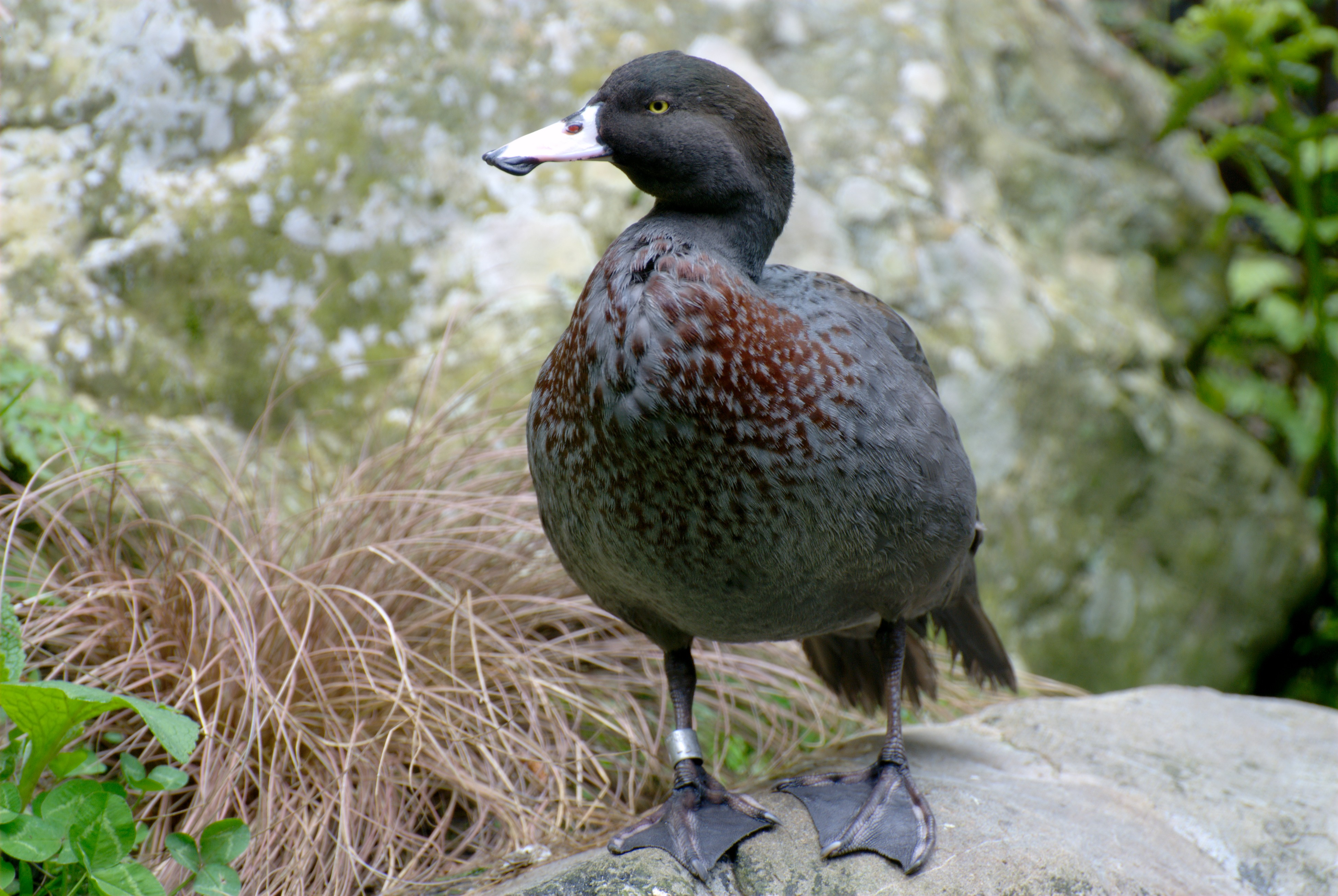
Deze vogel met de wetenschappelijke naam Hymenolaimus malacorhynchos (familie Anatidae) heet in N.B.N. *Anaso obtuzbeka* ("eendachtige-met-stompe-bek"), familie *Anasoj* (j geeft meervoud)

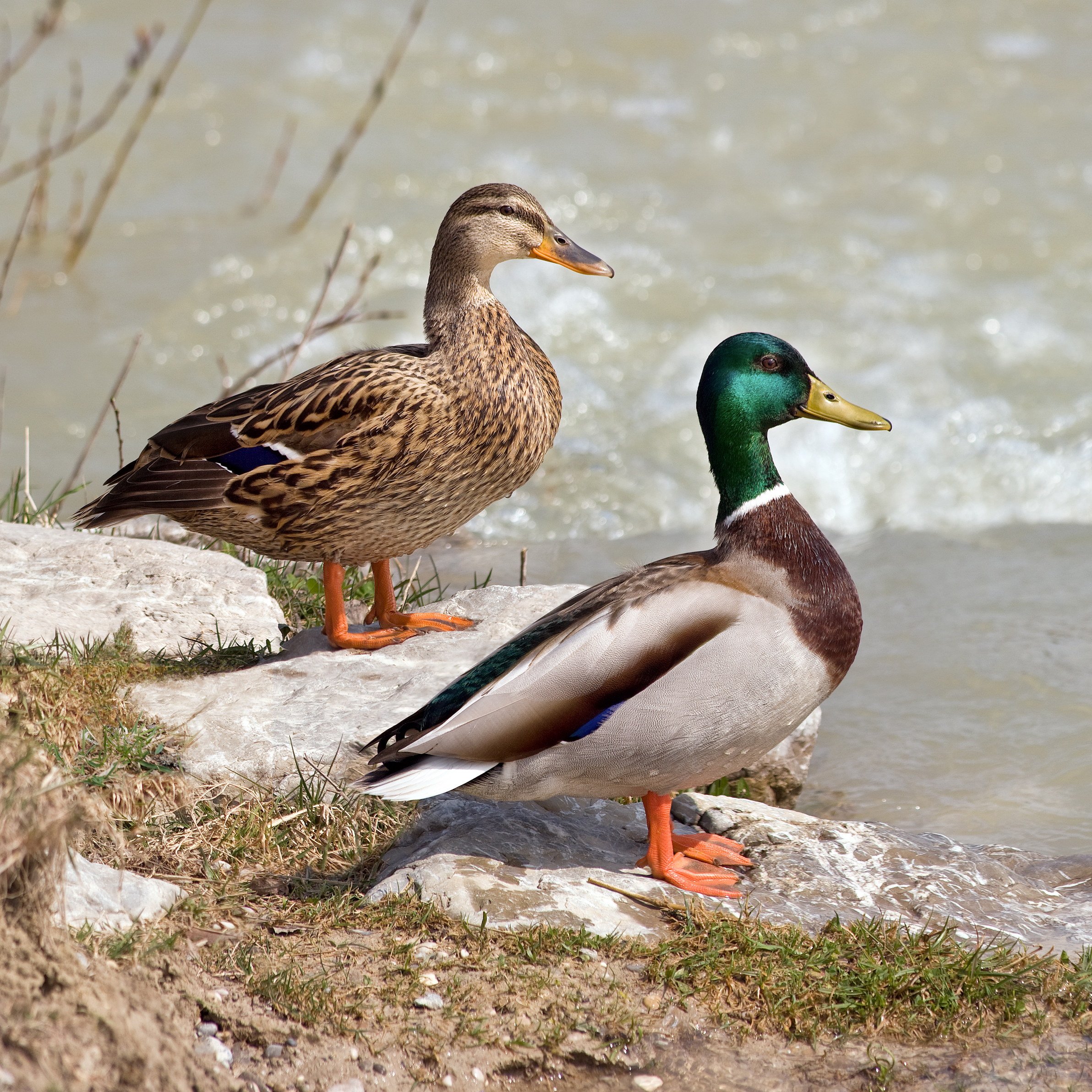
Anas platyrhynchos (orde Anseriformes) is het N.B.N.-type voor zijn ordo en wordt *Anaso ordotipa* ("eendachtige-typisch-voor-zijn-orde") genoemd. De N.B.N.-naam van de orde is *Anasordanoj* ("orde-waarvan-de-eendachtigen-lid-zijn").

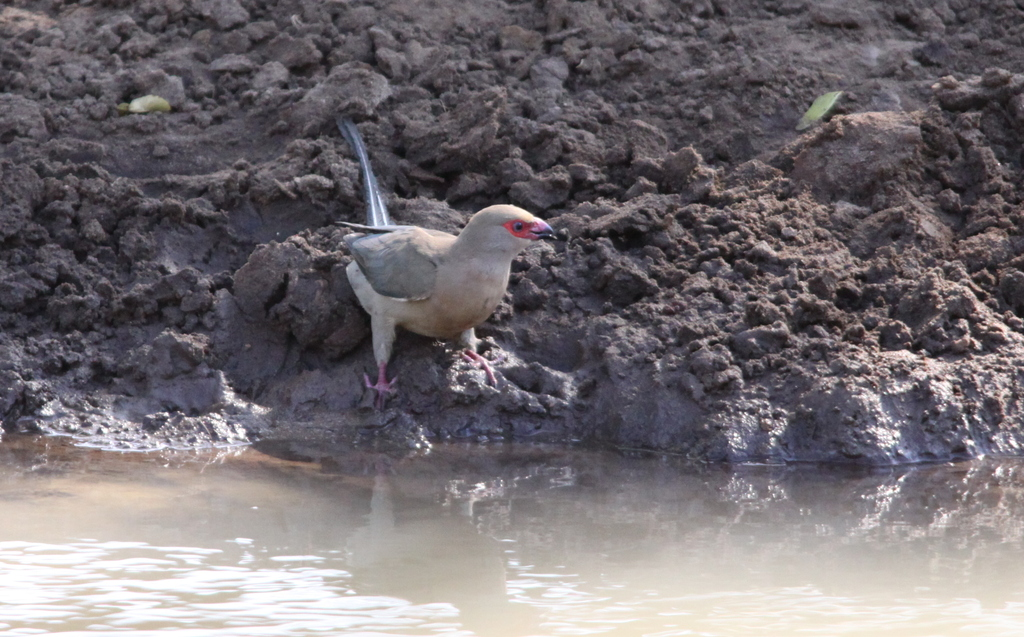
Urocolius indicus leeft in het zuiden van het Afrotropisch gebied, en komt niet voor in Indië. De N.B.N. kan een verse start maken

Nieuwe Biologische Nomenclatuur (N.B.N.) is een ontwerp voor een naamgevingssysteem voor taxa (dieren, planten, etc.), geïnspireerd op de taal Esperanto. Het is ontworpen door Wim De Smet, een Vlaams zoöloog.
Tussen 1970 en 2005 bestond er een ondersteunend organisme, de Vereniging voor het Invoeren van Nieuwe Biologische Nomenclatuur. De Vereniging heeft 3.000 N.B.N.-namen goedgekeurd, vooral voor de hogere taxa van het dierenrijk, en sommige planten.
Het systeem bestaat uit 57 regels en gebruikt termen uit het Esperanto, soms met toevoeging van neologismen met Esperanto-structuur. Sinds 1994 werd aan elke N.B.N.-naam een code toegevoegd, om het systeem ook digitaal te kunnen gebruiken.

## Basisstructuur

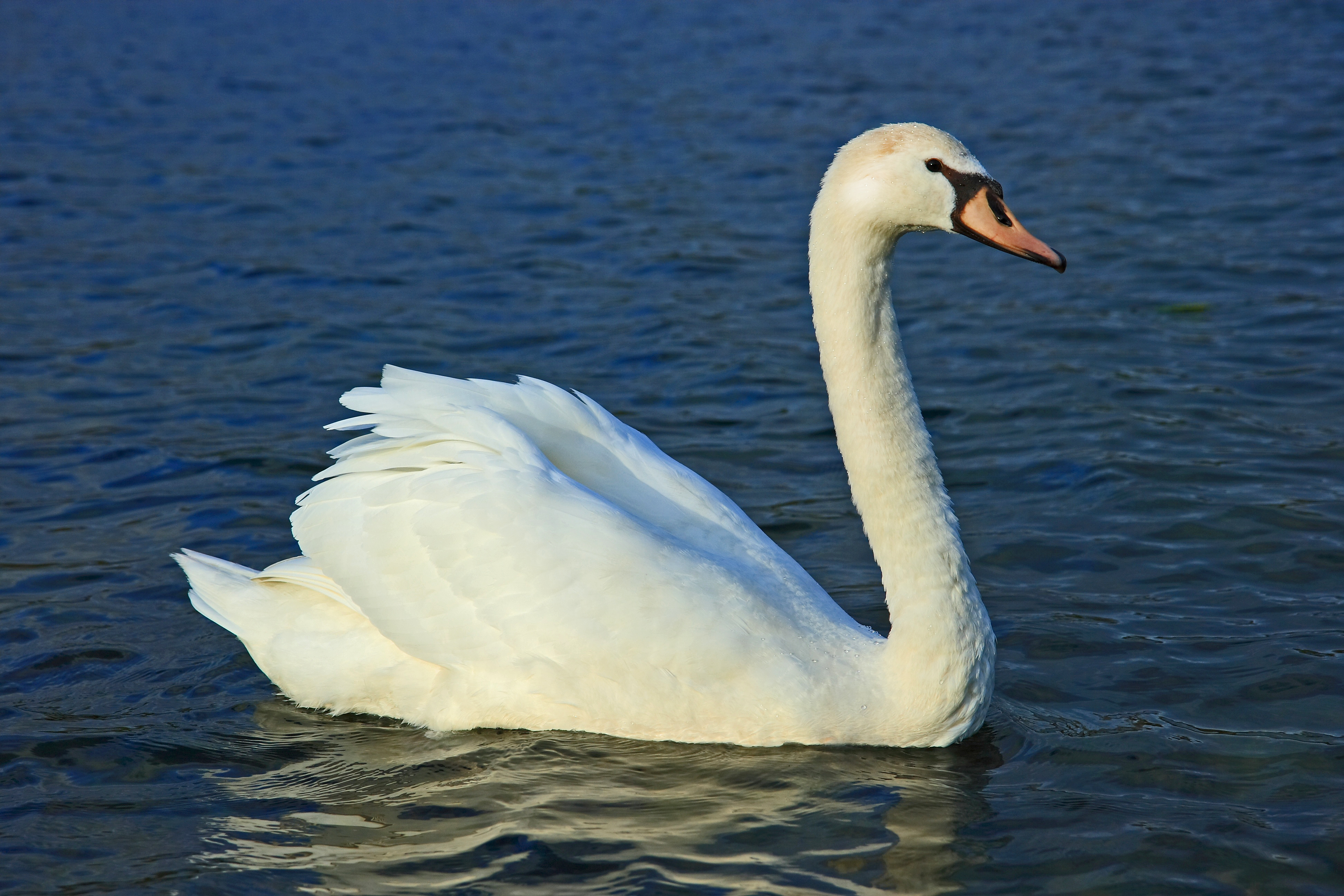
In het N.B.N.-systeem heet de knobbelzwaan (Cygnus olor) *Anaso olornoma* ("eendachtige-met-naam-olor").

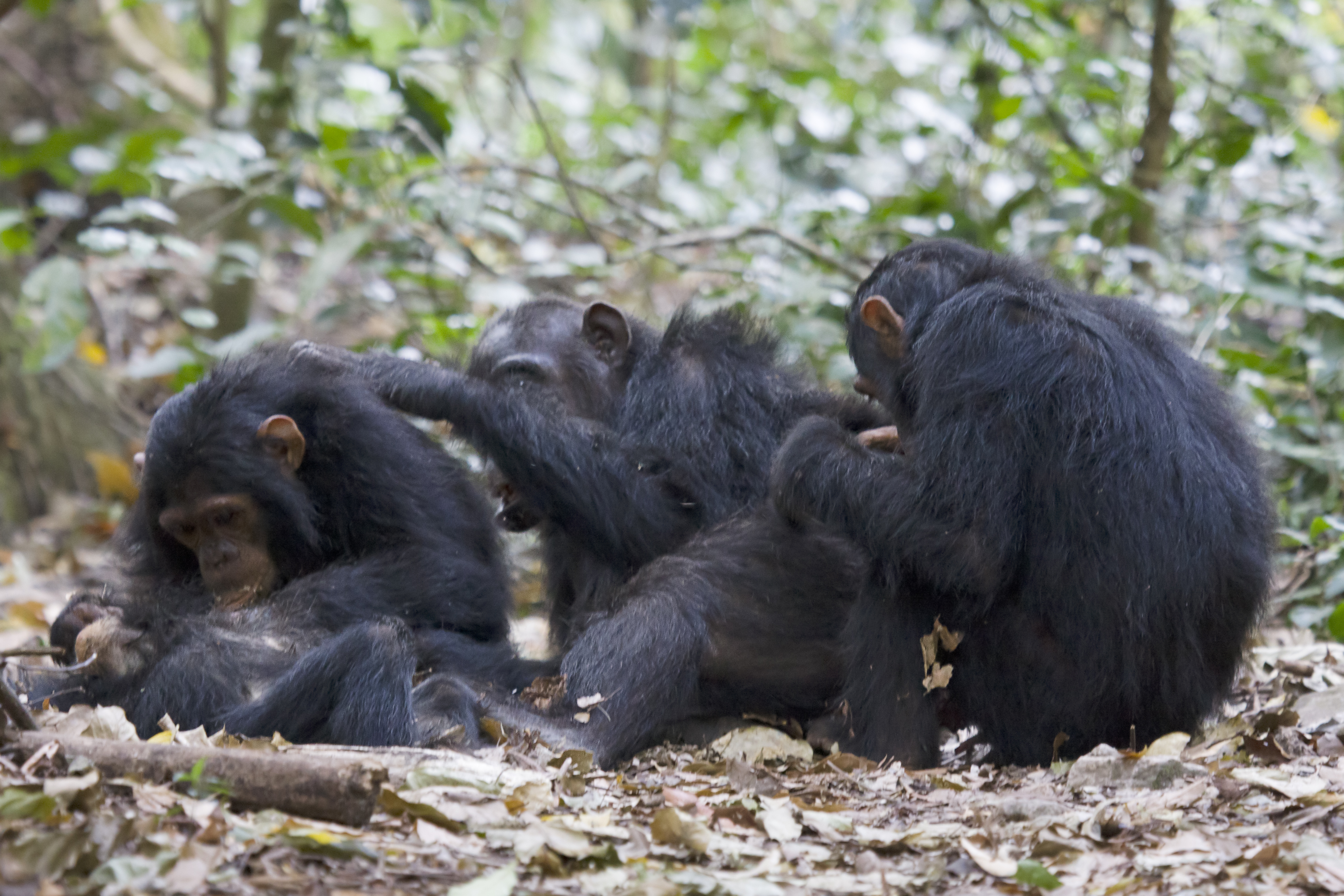
De N.B.N.-naam voor de chimpansee is *Lertantropo familitipa*. De wetenschappelijke naam Pan troglodytes verwijst naar een grotbewonende mythologische figuur, terwijl zijn leefgebied zich in de Afrikaanse regenwouden bevindt.

N.B.N.-namen bestaan uit één, twee of drie woorden: (a) voor aanduiding van soorten worden twee woorden gebruikt; het eerste woord verwijst naar een hoger taxon, maar niet naar een geslacht (het systeem kent geen genera); het tweede woord verwijst naar het kenmerkende van de soort; (b) wanneer een naam uit drie woorden bestaat, betekent dit dat het gaat om een ondersoort; eenwoordige namen zijn er voor alle taxa boven het niveau van de soort.
Het eerste woord dat een soort kenmerkt eindigt steeds op "o" (in Esperanto een substantief). Het tweede woord eindigt steeds op "a" (in Esperanto een adjectief). Dit eerste woord is hetzelfde voor alle soorten die tot een familie behoren. De N.B.N-familienaam bekomt men door j (deze geeft in Esperanto het meervoud aan) te voegen bij eerstgenoemd substantief. Voor ondersoorten wordt een derde adjectief toegevoegd. Waar het mogelijk is moeten de adjectieven die soort en ondersoort kenmerken, een informatieve, juiste en exclusieve eigenschap weergeven.
Daar waar de soortnaam géén eigenschap bevat, dan blijkt dit duidelijk uit de gegeven naam. Er zijn vijf mogelijkheden voor het woord dat de soort aanduidt : (a) een woord dat eindigt op "tipa" (typisch voor) voor slechts één soort van de familie; (b) een woord dat een eigenschap van de soort uitdrukt; (c) een woord eindigend op "noma" (met als naam) die teruggaat op de wetenschappelijke naam; (d) een uitdrukking over de geografische verspreiding van de soort, in de mate dat dit areaal uniek is en juist weer te geven; (e) een woord zonder betekenis, eindigend op "ea" en afkomstig uit een bepaalde lijst. Deze laatste mogelijkheid wordt enkel aangewend wanneer geen exclusief kenmerk voor de soort gevonden wordt.
Eenwoordige N.B.N.-namen hebben vaste uitgangen, naargelang hun rang. Voor rijken (regno), stammen (filumo), klassen (klaso), orden (ordo) en suborden (subordo), families (familio) zijn deze uitgangen respectievelijk "-regnanoj", "-filumanoj", "-klasanoj", "-ordanoj" en eenvoudig "-oj". Het tussenvoegsel "an" is te begrijpen als "lid van" en komt van het Esperanto ano, lid.
In het N.B.N. systeem neemt de orde een centrale plaats in, via het gebruik van een sleutelwoord dat terug te vinden is in elk taxon dat bij een bepaalde orde hoort. Zo komt bijvoorbeeld in de orde *Fokordanoj* (Pinnipedia) het sleutelwoord "foko" voor, dat terugkomt in de namen van alle bijhorende families en soorten uit de orde.
| N.B.N.-soortnaam | wetenschappelijke naam         | Nederlands     |
| ---------------- | ------------------------------ | -------------- |
| *Foko ordotipa*  | Phoca vitulina                 | gewone zeehond |
| *Foko krudhara*  | Pusa hispida (Phoca hispida)   | ringelrob      |
| *Foko bajkala*   | Pusa sibirica (Phoca sibirica) | Baikalrob      |
| *Foko kaspia*    | Pusa caspica (Phoca caspica)   | Kaspische rob  |

| *Orelfoko familitipa*    | Zalophus californianus                | Californische zeeleeuw   |
| *Orelfoko otarionoma*    | Otaria flavescens                     | manenrob                 |
| *Orelfoko obtuzmuzela*   | Eumetopias jubatus                    | Stellerzeeleeuw          |
| *Orelfoko vertstria*     | Neophoca cinerea                      | Australische zeeleeuw    |
| *Orelfoko fokarktosnoma* | Phocarctos hookeri (Neophoca hookeri) | Nieuw-Zeelandse zeeleeuw |
| *Orelfoko robinoma*      | Arctocephalus pusillus                | Kaapse pelsrob           |
| *Orelfoko rufflipera*    | Arctocephalus australis               | Zuid-Amerikaanse zeebeer |
| *Orelfoko flavbrusta*    | Arctocephalus gazella                 | Kerguelenzeebeer         |

| *Tuskofoko familitipa* | Odobenus rosmarus | walrus |

## Radicaal anders
In N.B.N. komt het geslacht (latijn : genus) niet voor. Alle leden van een familie hebben eenzelfde "familienaam". Het mogelijk verlies aan informatie wordt opgevangen met een cijfercode die toegevoegd is aan elke soortnaam en die uiteraard gemakkelijk terug te vinden is met de huidige technische middelen.
In tegenstelling tot de traditionele nomenclatuur worden bij de N.B.N.-namen noch auteursnamen, noch jaartal van publicatie toegevoegd. Er bestaat géén naamprioriteit. De N.B.N.-namen en –regels zijn niet onveranderlijk, doch voorstellen voor veranderingen moeten grondig gemotiveerd voorgelegd worden aan de beslissende instantie.
Het kiest zijn eigen 'types', telkens de best gekende soorten, die typerend zijn voor de familie, dit in tegenstelling tot andere nomenclatuursystemen.